# Scott Sports
Scott Sports (в прошлом — Scott USA) — швейцарская компания-производитель велосипедов, инвентаря для зимних видов спорта, экипировки для мотоспорта и спортивной одежды. Штаб-квартира компании располагается в городе Живизье, Швейцария, производство ведётся по большей части в Азии.

## История
В 1958 году инженер Эд Скотт (Ed Scott) впервые изготовил лыжные палки из алюминия (до этого их делали из стали или бамбука), в этом же году он основал компанию «Scott» в городе Сан-Валли, штат Айдахо, и занялся производством широкого ассортимента спортивных товаров. Среди нововведений компании — аэродинамический руль, который использовал американец Грег Лемонд в гонке «Тур де Франс».

## Спонсорская деятельность
Компания Scott спонсирует команду Scott-SRAM, в которую в числе прочих входят шестикратный чемпион мира и олимпийский чемпион Нино Шуртер и олимпийская чемпионка Дженни Риссведс, команду Mitchelton-Scott (с 2012 по 2020 год; в 2021 году команда заключила соглашение с компанией Bianchi и получила новое название — Team BikeExchange). С 2021 года компания спонсирует команду Team DSM (до этого команда называлась Team Sunweb и имела соглашение с компанией Cervélo). 
В 2014 году компания Scott выступила партнёром некоммерческой организации «Спортивное общество американских военных» (US Military Endurance Sports organization), снабжая велосипедами и инвентарём команду по велоспорту и команду по триатлону. В этом же году компания стала партнёром Red Bull Racing, поставляя велосипеды и инвентарь этой команде.

## Галерея

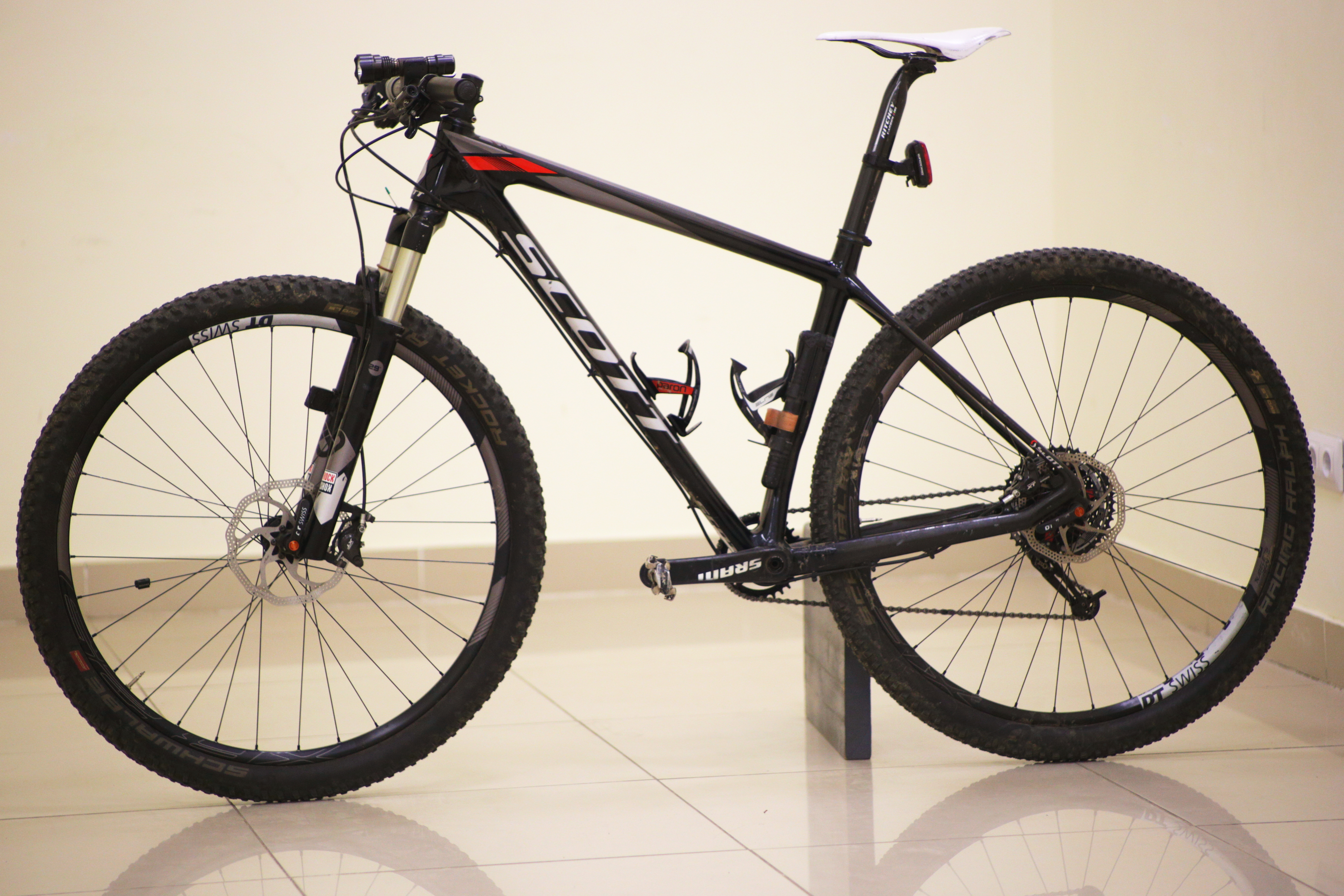
Горный велосипед Scott Scale
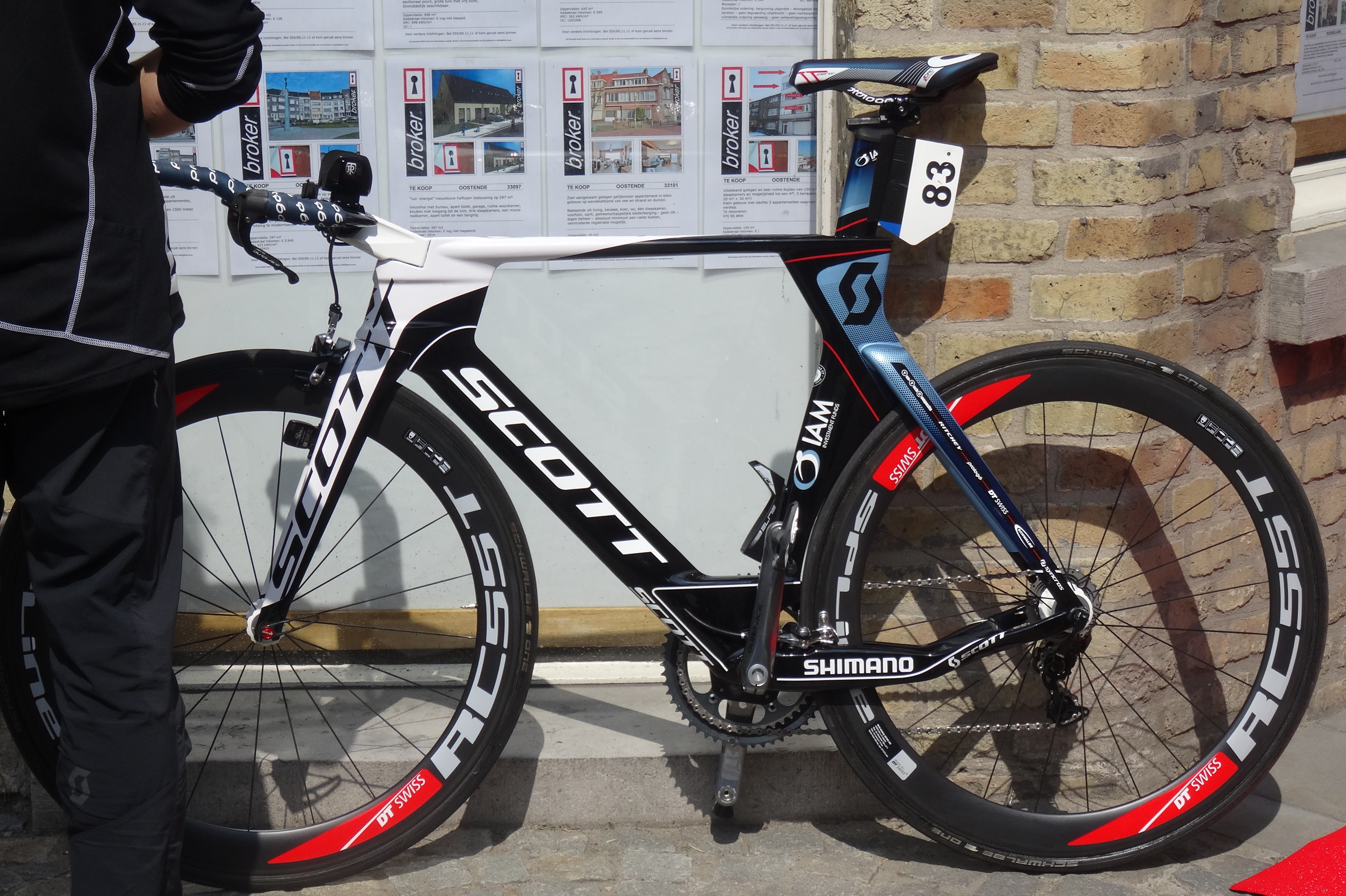
Велосипед для гонки с раздельным стартом Scott Foil команды IAM
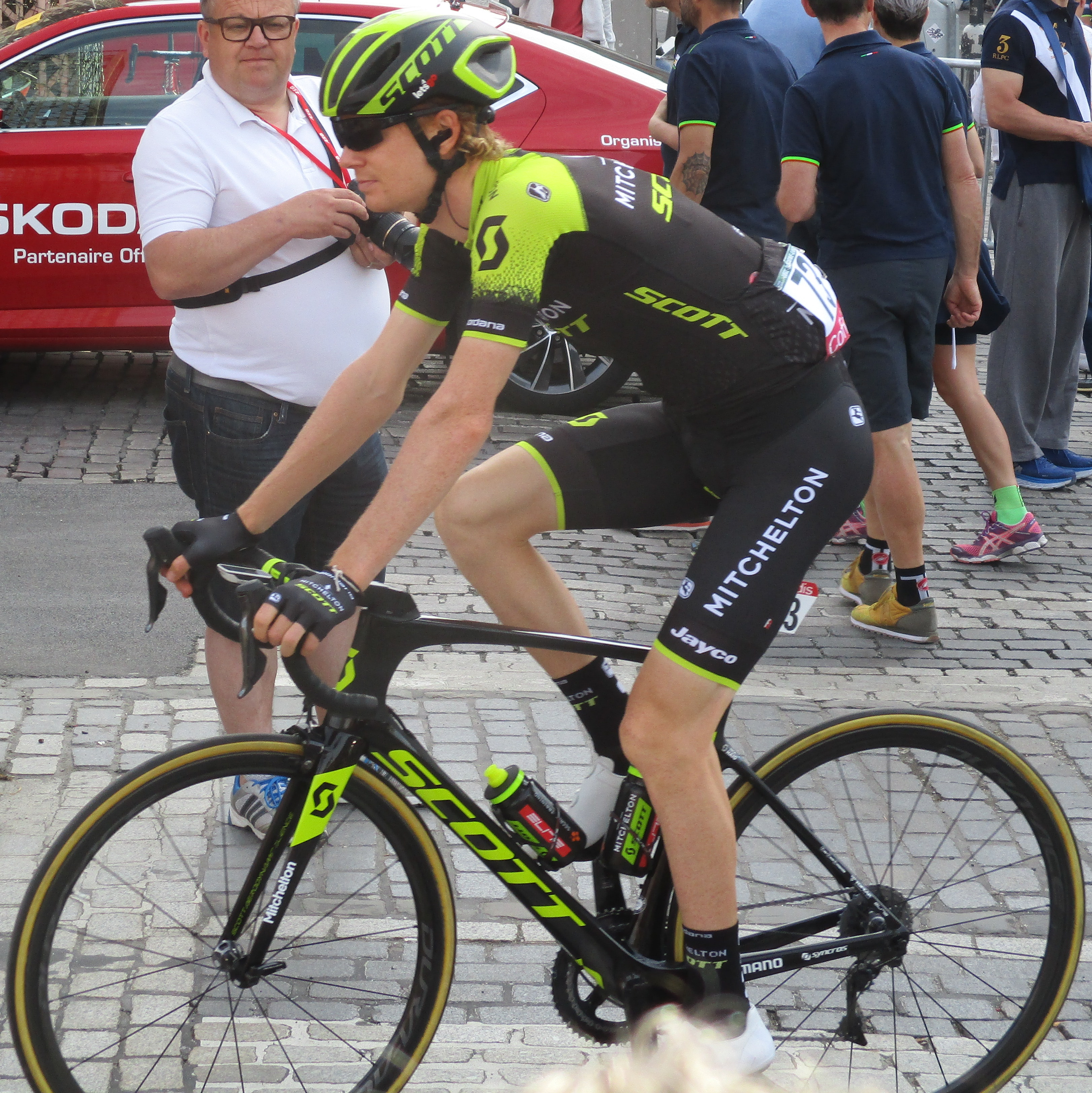
Гонщик команды Michelton-Scott в 2018 году